# Bolbanabad
Bolbānābād (farsi بلبان‌آباد) è una città dello shahrestān di Dehgolan, circoscrizione Centrale, nella provincia iraniana del Kurdistan. Aveva, nel 2006, 3.464 abitanti.